# Kreuzerhöhungskathedrale

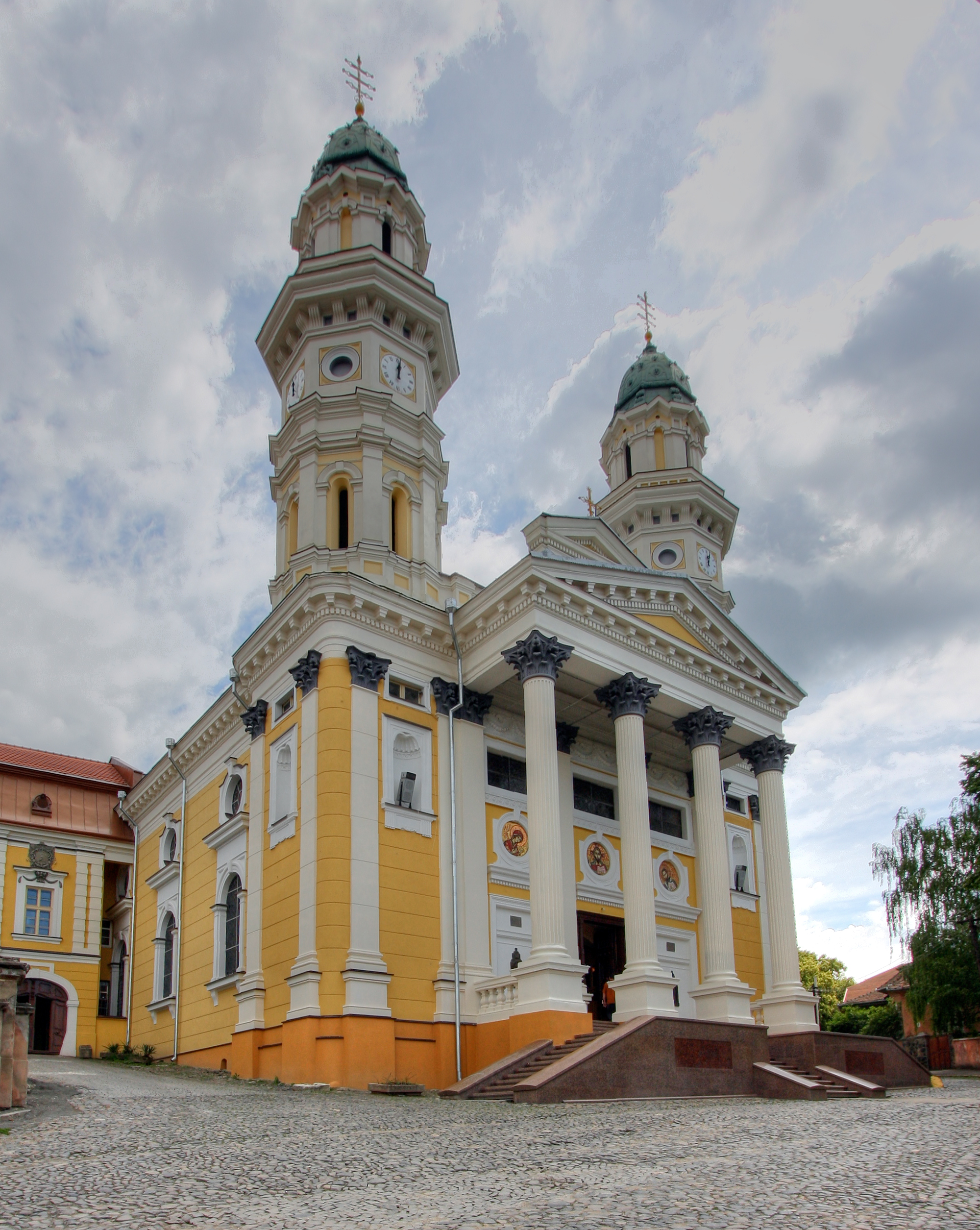
Kreuzerhöhungskathedrale in Uschhorod

Die Kreuzerhöhungskathedrale ist der Bischofssitz der ruthenischen griechisch-katholischen Eparchie Mukatschewe, die in Uschhorod im Westen der Ukraine liegt.

## Geschichte
Die barocke Kirche wurde 1646 von Jesuiten errichtet und war als Jesuitenkolleg geplant. Die Kirche ist dem Fest der Kreuzerhöhung geweiht. Finanziert wurde der Bau von der Familie Drugeth. Nachdem der Jesuitenorden 1773 verboten wurde, gab Kaiserin Maria Theresia die Kirche den griechisch-katholischen Christen. 1799 wurde eine zur barocken Kirche passende Ikonostase eingefügt.
Während der Sowjetzeit wurde die Kirche der orthodoxen Kirche gegeben. Die daneben liegende Bischofsresidenz wurde als Technische Schule genutzt und verfiel im Lauf der Zeit stark. Erst 1991 fiel die Kirche und die Residenz zurück in den Besitz der Ruthenischen griechisch-katholischen Kirche. 2003 wurden die Reliquien des seligen Märtyrerbischofs Theodore Romscha in die Kathedrale überführt.